# Буве
Буве (фр. Bouvet) је ненасељено вулканско острво у јужном делу Атлантског океана које припада Норвешкој. Налази се југозападно од Рта добре наде и сматра се једним од најудаљенијих острва на свету. Најближе копно је Земља краљице Мод на Антарктику удаљено је 1600 km. Површина му је 58 km². 93% острва је прекривено ледницима. Највиши врх је Овалтопен (Ovaltoppen) са 780 m.

## Историја
Острво је 1. јануара 1739. открио француз Жан Буве (Jean-Baptiste Charles de Lozier-Bouvet), које је по њему и добило име. Бувеово откриће је само констатовало и фиксирало копно на том делу, али пошто га није опловио није се знало да ли се ради о острву или делу неког континента. 
Тек 1808. енглез Џејмс Линдсај (James Lindsay), капетан китоловца Svan био је први морепловац који је тачно забележио положај острва. И он није пристајао на острво. 
Прво успешно искрцавање на острво извршио је децембра 1822. Бењамин Морел, капетан брода за лов на фоке Wasp, када је пристао бродом да ухвати неколико фока.
Енглески капетан Џорџ Норис (George Norris) заповедник китоловаца ' и  искрцао се на острво, дао му име Острво Ливерпул и преузео га у корист британске круне.
Дужи боравак на острву десио се 1927. када је норвешка посада боравила на острву месец дана и дала му је име Bouvetøya (Буве на норвешком). Године 1928. Британија се одрекла свог права на острво у корист Норвешке.
Острво Буве и његове територијалне воде су проглашени природним резерватом 1971.
Норвешка је 1977. ту поставила аутоматску метеоролошку станицу.